# ترلینگ (تگزاس)
ترلینگ، تگزاس(به انگلیسی: Terlingua, Texas) شهری در ایالت تگزاس از ایالات جنوبی ایالات متحده آمریکا است.